# Procryptocerus gibbosus
Procryptocerus gibbosus är en myrart som beskrevs av Kempf 1949. Procryptocerus gibbosus ingår i släktet Procryptocerus och familjen myror. Inga underarter finns listade i Catalogue of Life.